# Czternasty Doktor
Czternasty Doktor (ang. Fourteenth Doctor) – postać fikcyjna związana z brytyjskim serialem science fiction pt. Doktor Who, w którą wciela się brytyjski aktor David Tennant.
Doktor jest przedstawicielem rasy Władców Czasu (ang. Time Lords) z planety Gallifrey, która przemierza czas i przestrzeń na pokładzie statku kosmicznego o nazwie TARDIS. Pod koniec życia każdy Władca Czasu może się zregenerować, co często wiąże się ze zmianą jego wyglądu, charakteru, a także płci.

## Casting
W maju 2022 r. ogłoszono, że kolejnym Doktorem zostanie szkocki aktor pochodzenia rwandyjskiego, Ncuti Gatwa. Używano wówczas wobec niego określenia Czternasty Doktor, co sugerowało, że będzie bezpośrednim następcą Jodie Whittaker. Jego debiut miał mieć miejsce w listopadzie 2023 r. z Davidem Tennantem towarzyszącym Gatwie jako Dziesiąty Doktor.
Dopiero po premierze Potęgi Doktor obecny showrunner serialu, Russell T Davies, potwierdził, że Ncuti Gatwa wcieli się dopiero w rolę Piętnastego Doktora.

## Występy telewizyjne
Debiut Czternastego Doktora miał miejsce 23 października 2022 r. w Potędze Doktor – trzecim z serii odcinków specjalnych serialu, emitowanych w 2022 r. i połączonych postacią Trzynastej Doktor (granej przez Jodie Whittaker). W finale Potęgi Doktor Trzynasta regeneruje się w postać przypominającą Dziesiątego Doktora (inkarnację, którą w latach 2005–2010 grał David Tennant).
Czternasty Doktor występuje także w trzech odcinkach specjalnych (Gwiezdna bestia, Wild Blue Yonder i Chichot), emitowanych w listopadzie i grudniu 2023 r. w związku z 60. rocznicą premiery serialu.

## Historia postaci
Czternasty Doktor pojawia się w Londynie, gdzie jest świadkiem przybycia statku kosmicznego. Starając się dotrzeć na miejsce zdarzenia, trafia na Donnę Noble i jej rodzinę. Doktor chce za wszelką cenę uniknąć spotkania z byłą towarzyszką, obawiając się konsekwencji przedstawionych w odcinku Do końca wszechświata (The End of Time). Przeznaczenie sprawia jednak, że Doktor i Donna po raz kolejny muszą zmierzyć się z zagrożeniem z kosmosu. Zażegnawszy sytuację, Doktor zaprasza Donnę na pokład TARDIS. Przez nieostrożność kobieta wylewa kawę na konsolę statku, co prowadzi do uszkodzenia wehikułu.
Uszkodzona TARDIS ląduje na opuszczonym statku kosmicznym, po czym znika, wyczuwszy zagrożenie dla swego istnienia. Pozostawieni sami sobie Doktor i Donna muszą zmierzyć się z niebezpieczną sytuacją.
Po powrocie na Ziemię bohaterowie przekonują się, że świat oszalał: zdecydowana większość ludzi zachowuje się w sposób pozbawiony zahamowań. Sytuację stara się opanować UNIT. Doktor i Donna udają się do kwatery głównej organizacji, gdzie Władca Czasu spotyka stare znajome: Kate Stewart i Mel Bush. W wyniku śledztwa okazuje się, że za wydarzenia odpowiada stary przeciwnik Pierwszego Doktora, Zabawkarz.
Czternastemu Doktorowi udało się także na krótko spotkać z Wilfredem Mottem.